# Jailbreak (песня Thin Lizzy)
«Jailbreak» — песня ирландской хард-рок группы Thin Lizzy, заглавный трек и второй сингл с одноимённого альбома 1976 года. Наряду с «The Boys are Back in Town» является визитной карточкой группы и признанной классикой британского хард-рока 1970-х.
Выпущенный через три месяца после «The Boys are Back in Town», сингл поднялся на 31-е место в UK Singles Chart в августе 1976 года и провёл в нём 4 недели. После выхода диска Jailbreak песня на протяжении нескольких лет открывала концертный сет группы.
Вокалист шведской группы Europe Джоуи Темпест в обзоре для журнала Classic Rock так описал эту композицию:

«С гитарным риффом, таким же эффектным, как в Smoke On The Water, Jailbreak — это одна из тех классических рок-песен, на которых рано или поздно каждая группа будет джемовать.»
Оригинальный текст (англ.) With a guitar riff as effective as the one in Smoke On The Water, Jailbreak is just one of those classic rock songs every band will jam on sooner or later.

«Jailbreak на самом деле должен был стать началом концептуального альбома», — вспоминает гитарист Скотт Горэм. «Всё дело было в инопланетных существах, повелителях и обо всём таком, но нам было всё равно! Остальные песни не были подчинены какой-либо концептуальной теме, но именно поэтому вы видите инопланетянина на обложке, потому что он — инопланетный повелитель, и мы сбегаем из тюрьмы... И если вы прочитаете примечания к альбому, вы увидите, что Фил начал писать его как целую концепцию, но, как я уже сказал, это длилось не очень долго».

Это, в целом, традиционная рок-песня в классическом стиле Thin Lizzy. Лайнотт вполне правдоподобен с его взглядом на побег из тюремного заключения, а прекрасно сделанная секция прорыва, в комплекте с сиренами и тревожными звонками, еще больше усиливает напряжение. Робертсон иногда использует wah-эффект, чтобы подчеркнуть динамику, но, в отличие от живых выступлений, в песне нет соло Горэма, о котором можно было бы говорить, что интригует.— Саймон Брэдли, MusicRadar
В декабре 2008 года телеканалом VH1 включена в список 100 лучших хард-рок композиций (73 место).

## Участники записи
- Фил Лайнотт — бас-гитара, вокал, акустическая гитара
- Скотт Горэм — ведущая и ритм-гитара
- Брайан Робертсон — ведущая и ритм-гитара
- Брайан Дауни — ударные[10]

## Кавер-версии
- Американский певец Джон Бон Джови в 1997 году исполнил «живую» версию песни, вошедшую в саундтрек к фильму «Destination Anywhere[англ.]»[11].
- Американская трэш-метал группа Anthrax записала кавер-версию песни для своего трибьютного EP Anthems[12][13].
- Шведская команда Europe исполнила кавер-версию Jailbreak с участием приглашённого гитариста Thin Lizzy Скотта Горэма на Sweden Rock Festival[англ.] в 2013 году[14][15]
- Американская команда Hollywood Roses с участием экс-гитариста Rolling Stones Мика Тейлора записала кавер-версию песни для трибьютного альбома «A Tribute To Thin Lizzy» в 2008 году[16].